# Просипање воде за срећу
Просипање воде или проливање воде је српски народни обичај. Према вјеровању код Срба, просипање воде за особом која одлази на пут или да обави посао, доноси срећу, и врши се у циљу да се посао или путовање срећно заврши. Упражњава се и приликом одласка у школу, на испит, разговор за добијање посла, одласка у војску и слично.
Етнолози сматрају да проливена, односно текућа вода симболизује покретност, лакоћу покрета, да не застаје и не запиње, те да се просипање воде чини да би некоме посао којим је пошао ишао глатко као просута вода. При самом чину просипања воде се у неким крајевима каже: „Нека иде чисто и бистро као вода.“